# Resistência Alemã

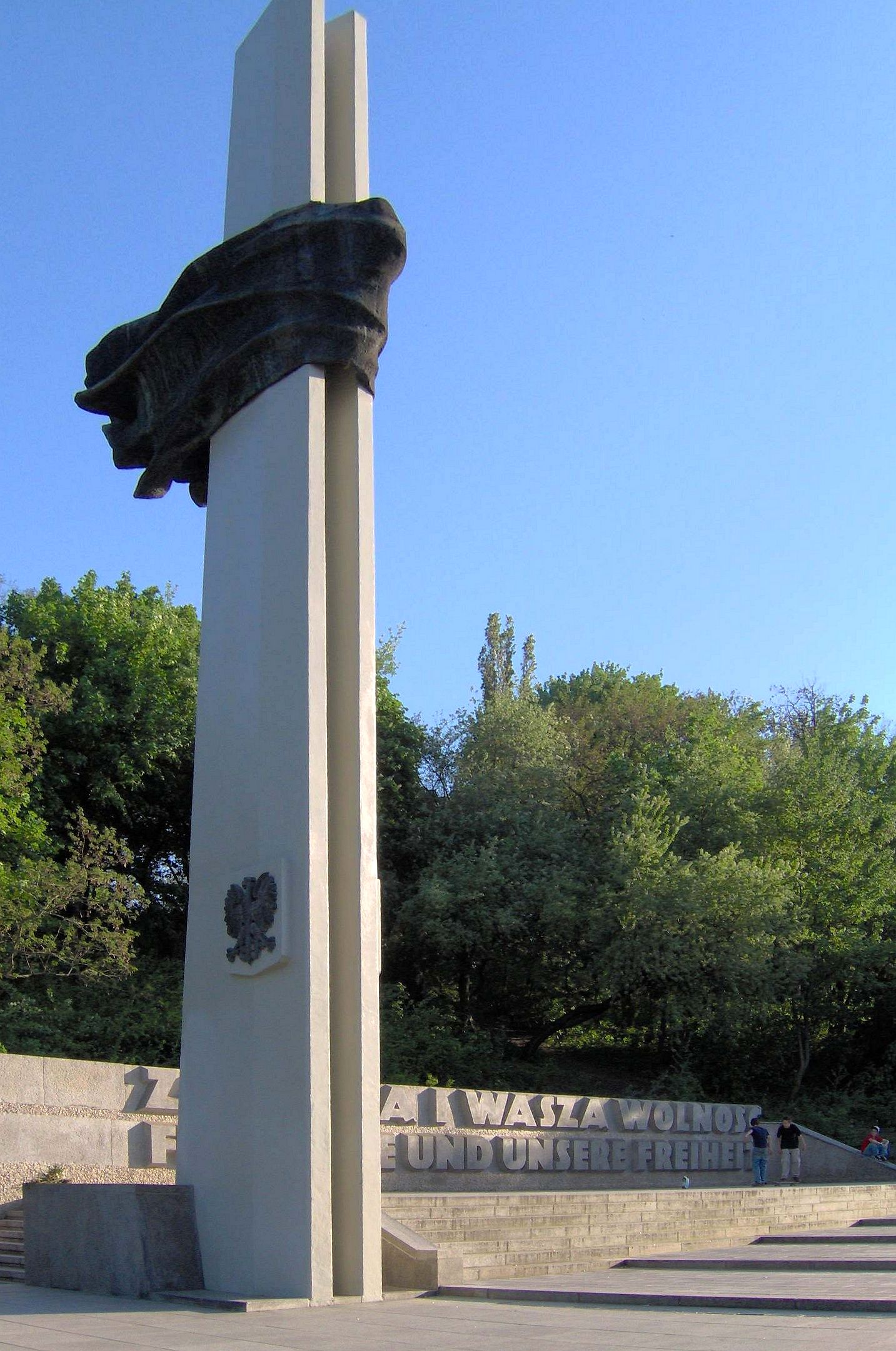
Um monumento em Berlim aos soldados poloneses e alemães anti-fascistas mortos

A resistência alemã ao nazismo (em alemão: Widerstand gegen den Nationalsozialismus) incluiu oposição armada e desarmada, bem como desobediência ao regime nazista por meio de diversos movimentos, grupos e indivíduos. Essa resistência ocorreu de várias formas, incluindo tentativas de assassinar Adolf Hitler ou derrubar seu regime, deserção para os inimigos do Terceiro Reich, sabotagem contra o exército alemão e o aparato repressivo, tentativas de organizar luta armada, protestos abertos, resgate de pessoas perseguidas, dissidência e a chamada "resistência cotidiana".
A resistência alemã não foi reconhecida como um movimento unificado durante o auge da Alemanha Nazista, ao contrário dos esforços mais organizados em outros países, como Itália, Dinamarca, União Soviética, Polônia, Grécia, Iugoslávia, França, Países Baixos, Tchecoslováquia e Noruega. A resistência na Alemanha consistia em pequenos grupos isolados que não conseguiram mobilizar uma oposição política em massa. Ataques individuais à autoridade nazista, atos de sabotagem e a divulgação de informações sobre fábricas de armamentos nazistas aos Aliados, como fez o grupo da resistência austríaca liderado por Heinrich Maier, ocorreram. Uma das estratégias era persuadir líderes da Wehrmacht a realizarem um golpe de Estado contra o regime; o Atentado de 20 de julho de 1944 contra Adolf Hitler tinha o objetivo de desencadear esse golpe. Centenas de milhares de alemães desertaram da Wehrmacht, muitos fugiram para os Aliados ou se uniram a forças de resistência antifascistas. A partir de 1943, a União Soviética tentou organizar uma guerra de guerrilha dentro da Alemanha com esses desertores e permitiu que membros do Comitê Nacional por uma Alemanha Livre – formado principalmente por prisioneiros de guerra alemães – participassem das operações militares do Exército Vermelho, formando pequenas unidades militares.
Estima-se que, ao longo da Segunda Guerra Mundial, mais de 800 000 alemães foram presos pela Gestapo por atividades de resistência. Também se calcula que entre 15 000 e 77 000 alemães foram executados pelos nazistas. Os membros da resistência geralmente eram julgados, muitas vezes em julgamentos forjados, por Sondergerichte (Tribunais Especiais), tribunais militares, pelo Tribunal do Povo (Volksgerichtshof) e pelo sistema de justiça civil. Muitos dos alemães envolvidos na resistência ocupavam cargos no governo, no exército ou em funções civis, o que lhes permitia atuar em atividades de subversão e conspiração. O historiador canadense Peter Hoffmann menciona "dezenas de milhares" de prisioneiros nos campos de concentração nazistas por suspeita ou envolvimento em resistência. Já o historiador alemão Hans Mommsen descreveu a resistência na Alemanha como uma "resistência sem o povo", afirmando que o número de alemães engajados contra o regime nazista foi muito pequeno.

## Resistência de pré-guerra (1933-39)

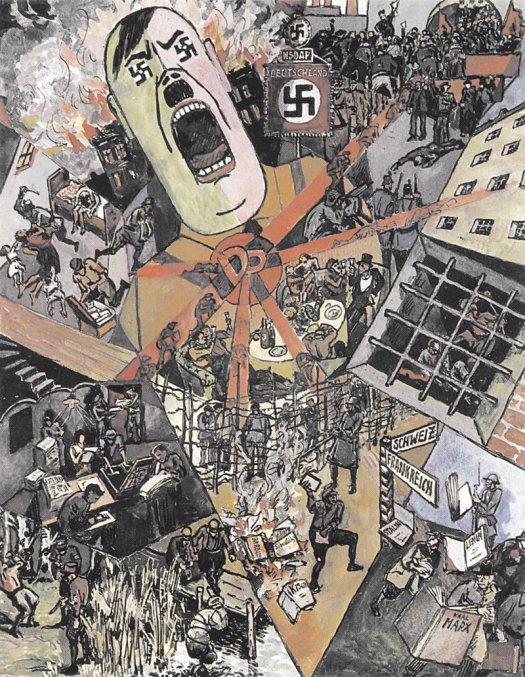
Das Dritte Reich (1934) quadro de Heinrich Vogeler (1872-1942).

Na prática não existiu resistência minimamente organizada no período entre a nomeação de Hitler como Chanceler em janeiro de 1933 e a crise sobre Checoslováquia em 1938. Em julho de 1933, todos os sindicatos e todos os partidos políticos, com exceção do NSDAP, foram ilegalizados. A imprensa e a rádio continuaram apenas sob controlo estatal e a prática totalidade da sociedade civil foi neutralizada. Ao mesmo tempo, a Concordata entre Alemanha e a Santa Sé terminou com qualquer possibilidade de uma oposição sistemática pela parte da Igreja Católica. A Igreja Evangélica alemã foi geralmente pró-nazi, embora uma minoria se mantivesse na oposição. Por outra parte, a atividade da Sturmabteilung - e especialmente a Noite das Facas Longas, em julho de 1934 - terminou com qualquer atividade da ala socialista do NSDAP e levou o Exército a posições mais próximas ao regime.

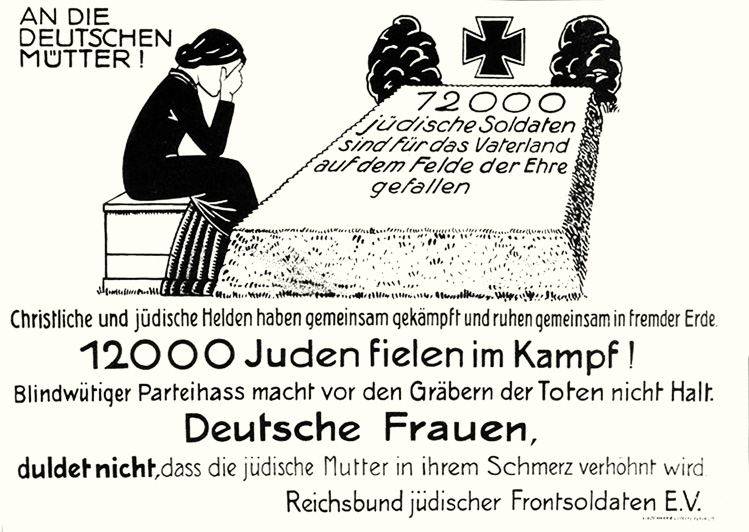
Panfleto da Reichsbund jüdischer Frontsoldaten (associação de soldados alemães judeus veteranos da I Guerra Mundial, que existiu de 1919 aq 1938), publicado em 1920.No topo:
Para as mães alemãs!
No túmulo:
12.000 soldados judeus caíram no campo de batalha pela honra da pátria.
E, abaixo:
Os heróis cristãos e judeus lutaram lado a lado e repousam lado a lado em terras estrangeiras. 12.000 judeus foram mortos em ação! Ódio do partido furioso não pára nas sepulturas dos mortos. As mulheres alemãs não toleram que uma mãe judia seja desprezada em sua dor.

Durante essa época, que se caracterizou por um amplo apoio social a Hitler, tanto o SPD como o KPD trataram de sobreviver na clandestinidade, mas os conflitos entre os dois partidos, antes de 1933, tornaram evidente que eram incapazes de colaborar. As redes clandestinas foram constantemente infiltradas pela Gestapo e o volume de detenções e execuções de membros do SPD e do KPD foi elevado. Por algum tempo, as redes clandestinas continuaram a funcionar e foram capazes de recrutar novos membros entre a classe operária industrial, ressentida pela disciplina que o Reich impunha com o fim de se rearmar rapidamente. A cúpula do SPD no exílio recebia e publicava informes sobre os eventos no interior da Alemanha. Mas essas redes não foram capazes de fazer mais do que sobreviver e de encorajar um movimento operário muito reduzido, que, nalgumas ocasiões, suscitou greves de curta duração. Também as redes clandestinas anarcossindicalistas foram dizimadas graças a um informante que, em 1936, possibilitou o arresto de 89 dissidentes, a maior parte dos quais encarcerados e assassinados pelo regime.

## Conspirações no aparato de Estado
O centro de oposição mais importante dentro do aparato de Estado esteve nos serviços de inteligência, cujas operações clandestinas ofereciam uma excelente cobertura para ações políticas. A figura chave nesse departamento foi o Coronel Hans Oster, chefe da Oficina de Inteligência Militar desde 1938 e um antinazista convicto desde 1934. Protegido pelo chefe da Abwehr e também membro da resistência, almirante Wilhelm Canaris, Oster chegou a organizar uma extensa rede de potenciais dissidentes no exército e nos serviços de inteligência, graças também à ajuda do oficial do Ministério do Interior Hans-Bernd Gisevius e do governador do Reichsbank, Hjalmar Schacht.

### Formação das redes opositoras
O problema que estes grupos enfrentavam era o modo como levarem adiante as suas atividades de resistência. Era evidente que qualquer oposição política aberta era inviável, não tanto por causa da presença do aparato repressivo do Estado, mas pelo nível de apoio popular de que gozava o NSDAP. Enquanto os movimentos de resistência fora da Alemanha podiam mobilizar os sentimentos patrióticos contra a ocupação, no interior da Alemanha a própria resistência era vista como antipatriótica, particularmente em tempos de guerra. Inclusive um importante número de oficiais do exército que detestavam Hitler desenvolveram uma profunda aversão a se verem envolvidos em ações "subversivas" ou de traição contra o governo. Na altura de 1936, Oster e Gisevius já tinham compreendido que, na medida em que todo o sistema era dirigido por um único homem, a única maneira de terminar com ele era assassinar esse homem ou promover um golpe de Estado militar contra ele, passou muito tempo até que essa ideia se popularizou. A maioria considerava que era possível que Hitler terminasse moderando o seu regime ou que outros líderes mais moderados o substituíssem. Outros consideravam que Hitler não era o único responsável pela brutalidade do regime e que eliminar Heinrich Himmler e reduzir o poder das SS era fundamental. Outros opositores eram devotos cristãos que desaprovavam o assassínio como medida de partida. E outros, principalmente entre os oficiais do exército, topavam-se obrigados por sentimentos de lealdade que tinham jurado a Hitler em 1934.
Ademais, a oposição topava-se dificultada pela ausência de acordo sobre quais deviam ser os seus objetivos além de apartar Hitler do poder. Alguns eram liberais que se opunham ao nazismo inteiramente e visavam a restauração de uma democracia parlamentar. Outros, especialmente militares e funcionários públicos eram, porém, conservadores e até tinham apoiado Hitler inicialmente. Entre eles, alguns preferiam a restauração monárquica da dinastia Hohenzollern e outros preferiam um outro regime autoritário, mas não nazi. E outros não tinham qualquer problema com as políticas antissemitas e ultranacionalistas do NSDAP, e apenas se preocupavam com a perspectiva de que Hitler os pudesse conduzir a uma nova guerra mundial. Nestas circunstâncias, a oposição era incapaz de configurar um movimento unido e de enviar uma mensagem coerente aos seus aliados potenciais fora da Alemanha.
Quanto ao Ministério do Exterior, graças a um acordo de 1933 entre o NSDAP e os partidos políticos conservadores que possibilitou Hitler ser nomeado Chanceler, o conservador Konstantin von Neurath, que não pertencia ao NSDAP, foi nomeado Ministro, mantendo o cargo até 1938. Desde aí, organizou uma rede de diplomatas com acesso a informes de inteligência que se transformou num ativo círculo de resistência sob o discreto liderado do sub-secretário de Estado Ernst von Weizsäcker. Nesse círculo destacaram-se o embaixador em Roma Ulrich von Hassell, o embaixador em Moscovo Friedrich Graf von der Schulenburg e os oficiais Adam von Trott zu Solz, Erich Kordt e Hans-Bernd von Haeften. O grupo conseguiu sobreviver inclusive quando o ardente nazi Joachim von Ribbentrop sucedeu Neurath como Ministro do Exterior, mas a sua atividade reduziu-se a enviar informes aos Aliados e petições de intervenção.

### A resposta dos Aliados
Na altura de 1943, a queda de Mussolini e a derrota da Operação Cidadela em Kursk urgiram novamente os conspiradores, que se convenceram de que, se Hitler fosse eliminado, os Aliados poderiam aceitar uma negociação de paz que deixasse à margem a União Soviética, cujo eventual controlo sobre a Alemanha era o cenário mais temido pelos opositores do aparato de Estado e do exército, de tendência claramente conservadora. Do que se tratava era de que as potências ocidentais respeitassem um governo conservador formado à margem do NSDAP.
Sob essa ideia, a atividade conspiratória no aparato de Estado multiplicou-se. A Oficina Exterior tinha-se convertido já num ponto de concentração de opositores devido à facilidade de contatar com o exterior através de diplomatas de países neutrais. À petição de oficiais da Oficina Exterior como Hassell e Trott, Theo Kordt, da embaixada alemã em Berna, contatou com os britânicos através de Willem Visser't Hooft, na altura secretário geral do Conselho Mundial de Igrejas, sediado em Genebra. Ao mesmo tempo, o Círculo de Kreisau enviou Dietrich Bonhoeffer e Helmut von Moltke a reunir-se com George Bell, bispo de Chichester (Grã-Bretanha). Outros envios de informação produziram-se através de canais controlados pelo Vaticano, ou através de diplomatas sediados em Lisboa, um dos principais lugares de comunicações entre a Alemanha e os países aliados.
Todavia, os dirigentes da Grã-Bretanha e dos Estados Unidos, Winston Churchill e Franklin Delano Roosevelt, eram partidários firmes da fórmula de "rendição incondicional". As potências ocidentais rechaçaram ou ignoraram sistematicamente os chamados desde a Resistência alemã, à que não reconheciam em absoluto por diversos motivos. Em primeiro lugar, não conheciam nem confiavam nos opositores, que pareciam ser um grupo de conservadores reacionários prussianos concentrados principalmente em se salvarem, especialmente desde que parecia evidente que o Terceiro Reich podia perder a guerra. Essa atitude perante a resistência foi até encorajada por germanófobos viscerais como Lord Vansittart, conselheiro diplomático de Churchill. Em segundo lugar, tanto Roosevelt como Churchill eram conscientes de que a União Soviética estava a avançar pela frente oriental e temiam as constantes suspeitas de Stalin a respeito dos acordos ocultos a que eles pudessem chegar com a Alemanha. Por esse motivo, rechaçaram qualquer conversa com os opositores que tivesse como fundo o estabelecimento de um cenário de paz que deixasse a URSS à margem. Em terceiro lugar, os Aliados estavam decididos a que na Segunda Guerra Mundial, ao contrário do que na Primeira Guerra Mundial, os alemães fossem completamente derrotados no campo de batalha com o fim de evitar que que um novo Dolchstoßlegende surgisse na Alemanha.

## Conspirações no seio do exército
Contudo, ainda existia uma substancial base opositora ao regime de Hitler. Ainda que o NSDAP tinha tomado o controlo do Estado, não conseguira destruir e reconstruir completamente o aparato do Estado. Instituições como a Oficina Exterior, os serviços de inteligência e, nomeadamente, o Exército mantiveram um certo grau de independência enquanto aparentemente se submetiam ao Reich. Em 1938, porém, a independência do exército foi reduzida sensivelmente quando o Ministro da Guerra, General Werner von Blomberg, e o chefe do exército, General Werner von Fritsch, foram depostos.

### A preparação do golpe de 1938
Embora as saídas de Blomberg e Fritsch, o exército manteve uma independência considerável, e os oficiais superiores ainda tinham possibilidades de discutir os seus pontos de vista políticos com relativa liberdade. Em maio de 1938, a cúpula do exército foi informada da intenção de Hitler de invadir Checoslováquia embora o risco de guerra com a Grã-Bretanha, a França e a União Soviética. O chefe do Estado Maior, General Ludwig Beck, considerava que essa ação não só era imoral como temerário. Oster e Beck enviaram emissários a Paris e Londres para pedir a britânicos e a franceses que se resistissem às demandas de Hitler. Weizsäcker inclusive enviou mensagens privadas a Londres para pedir resistência. Um oficial da Oficina do Exterior britânica escreveu em 28 de agosto de 1938:
"temos recebido visitas similares de outros emissários do Reichsheer, como o Dr. Goerdeler, mas os oficiais que pedem falar connosco jamais nos deram razões para supor que estariam em posição ou que desejariam levar adiante uma ação que pudesse levar à queda do regime"
O envio de tantos emissários, cada um dos quais desconhecia a existência dos outros, demonstrou que a resistência não estava bem organizada. Inclusive, parecia evidente que existiam quando menos dois grupos. Um primeiro grupo, formado por Beck, Canaris e Weizsäcker, estava decidido a paralisar a guerra, mas não tinha qualquer necessidade de fazer cair o regime. O segundo grupo, formado por Oster e Gisevius, visava utilizar a crise derivada da guerra para executar um golpe de estado e fazer cair o regime. As divergências entre essas duas fações produziram tensões consideráveis.
Em agosto de 1938, Beck manifestou abertamente numa reunião de generais em Berlim ser contrário a uma guerra contra os poderes ocidentais em Checoslováquia. Quando Hitler teve conhecimento, exigiu a demissão de Beck, que foi substituído por Franz Halder. Halder contatou com Oster e, numa reunião privada, manifestou que considerava Hitler "ser a encarnação do diabo". Durante setembro, foi elaborado um plano contra Hitler que envolvia o general Erwin von Witzleben, o comandante militar da região militar de Berlim, que por essa causa estava bem situado para levar a diante o golpe.
Oster, Gisevius e Schacht urgiram Halder e Beck a organizar um golpe imediato contra Hitler, mas os oficiais argumentaram que apenas podiam apoiar um golpe desde que Hitler fizesse algum movimento claro cara à guerra. Halder, porém, pediu Oster para desenhar um plano, ao que Weizsäcker e Canaris se opuseram: os conspiradores opunham-se a respeito do quê fazer com Hitler no caso de o golpe ser um sucesso. Acordou-se que Halder instigaria um golpe no momento em que Hitler avançasse claramente face à guerra. Ao mesmo tempo que se teciam os planos para o putsch de 1938, Carl Friedrich Goerdeler contatou com os serviços de inteligência chineses. A China tinha sido uma aliada tradicional da Alemanha até que Ribbentrop modificou a sua política de pactos e se aproximou ao Japão, estabelecendo com este o Pacto Anticomintern. Porém, os conservadores alemães continuavam a preferir os pactos com a China, que por essa via recuperava a tradicional aliança sino-germânica.
Em 13 de setembro, o primeiro ministro britânico Neville Chamberlain anunciou a sua visita à Alemanha para se entrevistar com Hitler e paralisar a crise de Chescoslováquia. Isso paralisou os planos conspiratórios, que foram reativados quando as negociações entre Hitler e Chamberlain sumiram sem êxito. Então, a preparação do golpe foi aprimorada e ficou à espera do sinal de Halder. Em 28 de setembro, porém, Chamberlain aceitou mais uma reunião na que se acordou a desmembração da Checoslováquia. Isso produziu desmoralização e divisão na resistência interna. Halder recusou-se a seguir apoiando o golpe, que ficou totalmente paralisado.

### O golpe falido de 1939
A meados de 1939, a possibilidade de uma guerra volveu ocupar o centro da atualidade, desta vez dirigida a recupera Danzig e os planos para produzir um golpe preventivo recuperaram-se. Oster mantinha ainda contatos com Halder e com Witzleben, embora o último tivesse sido trasladado a Frankfurt am Main, reduzindo a sua habilidade de liderar um golpe de Estado. Numa reunião com Goerdeler, Witzleben manifestou-se favorável a organizar um novo grupo de oficiais dispostos para o golpe, mas o número de oficiais dispostos tinha descido consideravelmente desde o ano anterior. Ademais, no exército existia um importante sentimento antipolaco e via uma guerra para recuperar Danzig e outros territórios considerados alemães como uma ação justificada.
A nova situação deu lugar a um importante ponto de inflexão. A conspiração de 1938 estava pensada para a totalidade do exército, dirigido por Halder. Mas em 1939 tornara-se evidente que isso seria impossível e que uma organização conspiratória devia ser constituída no exército e entre os funcionários ao mesmo tempo. A oposição interna urgiu novamente França e Grã-Bretanha a pararem os planos de Hitler. A estratégia era novamente lançar um golpe de estado no momento em que Hitler fosse declarar a guerra. Mas as potências ocidentais não estavam preparadas para irem à guerra na Polónia, o que fez com que Halder recusasse novamente participar. Em 1 de setembro de 1939, Hitler deu a ordem de invadir a Polónia - e os opositores não foram capazes de responder. Ao contrário, o início da guerra fez com que a mobilização da resistência se tornasse sensivelmente mais difícil no interior do exército. Halder continuou a vacilar até que entre o fim de 1939 e o início de 1940 teve conhecimento dos novos planos de Hitler para invadir a França. Perante isso, Halder contatou com o general opositor Carl-Heinrich von Stülpnagel e regressou ativamente à oposição. A ideia de matar Hitler com uma bomba começou a circular novamente e com o apoio dos membros mais comprometidos, entre os quais Oster e Erich Kordt, que se prestou voluntário para a ação. No quartel geral do exército em Zossen, no sul de Berlim, um grupo de oficiais denominado Grupo de Ação Zossen planearam o ataque.
Quando em novembro de 1939 pareceu que Hitler estava ao ponto de ordenar um ataque sobre o oeste, os conspiradores persuadiram o general Wilhelm Ritter von Leeb, que comandava o Grupo C do exército na fronteira belga, de apoiar o golpe de Estado no caso de Hitler dar a ordem de ataque. Ao tempo, Oster informou belgas e neerlandeses da intenção do Terceiro Reich, mas os seus avisos não foram atendidos.
Mas, quando Hitler adiou o ataque até 1940, a conspiração perdeu força novamente e Halder considerou que o povo alemão não aceitaria um golpe de Estado. Novamente, a oportunidade foi perdida. A nova situação, com dois golpes de Estado falidos, mostrou que a força e a decisão dos oficiais como potenciais líderes do movimento de resistência descansava na sua lealdade. As conversas conspiratórias tinham começado seis anos antes e desde os últimos dois anos existia uma atividade conspiratória efetiva. Porém, o grupo não foi detectado. Isso pode explicar-se pelo facto de Himmler estar ainda na altura mais preocupado com os inimigos tradicionais do NSDAP (SPD, KPD e judeus) do que com a possível oposição interna.

### Aparente fim da conspiração no exército (1940-42)
O sucesso inquestionável de Hitler na França fez ainda mais difícil qualquer plano para depô-lo. A maior parte dos oficiais do exército começaram a pensar que os seus temores a respeito das potências ocidentais eram infundados e, à vez, sentiam-se gratificados pelo que consideravam ser uma vingança contra a França pela derrota sofrida em 1918. Em consequência, uma parte importante da dissidência interna do exército decidiu ignorar o lado mais sombrio do regime de Hitler. E, com essa situação, a ponta de lança da resistência deslocou-se novamente para o campo civil embora a existência de um grupo de conspiradores militares ainda ativos.
Carl Goederler, então presidente da câmara municipal de Leipzig emergiu como figura chave em colaboração com outro grupo de civis. Nele estavam o diplomata Ulrich von Hassel, o Ministro das Finanças prussiano Johannes Popitz e o líder dos opositores prussianos do Círculo de Kreisau, Helmuth James Graf von Moltke. Ademais, nesse Círculo de Kreisau incluíam-se jovens aristocratas como Adam von Trott zu Solz, Peter Yorck von Wartenburg e Gottfried Graf von Bismarck-Schönhausen, membro do Reichstag e oficial superior das SS. Ademais, Gorderler manteve contato com grupos católicos e protestantes dissidentes e inclusive com a clandestinidade do SPD, cuja figura principal era na época Julius Leber. Todos eles viam-se como os dirigentes de um governo pós-Hitler, mas não tinham uma ideia clara de como atingi-lo além do assassinato de Hiler - um passo ao que muitos deles se opunham por questões étnicas. Ainda mais: as suas conspirações estavam centradas em questões de filosofia política a respeito de uma Alemanha pós-nazi, e jamais superaram o problema fundamental da crescente popularidade de Hitler.
Em março de 1941, Hitler anunciou a sua estratégia de uma "guerra de aniquilação" contra a União Soviética perante um reduzido número de oficiais escolhidos. Entre a audiência estava o coronel Henning von Tresckow, que jamais estivera envolvido em nenhum conluio até a altura, mas que era um firme opositor ao regime nazi - especialmente desde o anúncio de uma nova guerra na frente oriental. Tresckow, que era sobrinho do marechal de campo Fedor von Bock, estava muito bem relacionado. Desde a sua posição, recrutou sistematicamente opositores e deu origem a um novo centro neurálgico da resistência no interior do Exército.
Pouco podia fazer-se enquanto as tropas de Hitler avançavam triunfalmente pelas regiões ocidentais da União Soviética entre 1941 e 1942. Em dezembro de 1941, os Estados Unidos entraram em guerra, o que persuadiu mais oficiais realistas de que o Terceiro Reich iria terminar por perder a guerra. Porém, as batalhas a vida ou morte na frente soviética deram novos problemas à resistência. A maior parte dos seus membros eram conservadores que odiavam e temiam o comunismo da URSS. E, como podiam conspirar para que a Alemanha perdesse a guerra sem que isso supusesse que a URSS ganhasse territórios no conjunto da Europa? Essa angústia fez-se mais aguda ainda quando os Aliados exigiram a "rendição incondicional" na Conferência de Casablanca em janeiro de 1943.

### O atentado falido de 1943
Em 1942, um incansável Oster conseguiu reconstruir uma rede de resistência eficaz. O seu recrutamento mais importante foi o do General Friedrich Olbricht, cabeça do quartel geral de Bendlerblock no centro de Berlim. O quartel controlava um sistema de comunicações independente com todas as unidades de reserva da Alemanha. Ligando este grupo com o liderado por Tresckow, criaram o que parecia uma estrutura viável para a organização de um golpe de Estado. Ademais, a demissão de Bock, o tio de Tresckow, tampouco comprometeu a posição dos conjurados porque o próprio Tresckow convenceu o sucessor, general Hans von Kluge de apoiar a causa.
No fim de 1942, Tresckow e Olbricht formularam um plano para assassinar Hitler e dar um golpe de Estado. Em 13 de março de 1943, ao regresso dos quartéis gerais do Wehrwolf (a frente soviética) na Prússia Oriental, Hitler fez uma parada nos quarteis gerais do Grupo de Exércitos Centro em Smolensk. Para a ocasião, Tresckow preparou três possíveis atentados:
- O Major Georg von Boeselager, ao comando de uma guarda da cavalaria de honra, interceptaria Hitler na floresta e eliminaria a guarda das SS e o próprio Führer num ataque rápido - o plano foi rechaçado por causa do grande número de alemães que deveriam cair na operação.
- Um assassinato durante a ceia - o plano foi rechaçado pela recusa dos oficiais a atirarem num homem indefeso.
- Uma bomba colocada no avião que transportava Hitler.

Durante a visita de Hitler, Tresckow entregou ao Tenente Heinz Brandt, que costumava viajar no mesmo avião que Hitler, uma caixa com duas botelhas de Cointreau onde ia colocada a bomba preparada pelo tenente Fabian von Schlabrendorff. O avião de Hitler devia explodir 30 minutos mais tarde, perto de Minsk, o suficientemente próximo da frente soviética como para não semear dúvidas. Olbricht deveria utilizar a crise resultante para mobilizar as suas tropas de reserva e tomar o poder em Berlim, Viena, Munique e os centros da Wehrkreis no resto da Alemanha. Porém, a sorte favoreceu novamente Hitler: o detonador da bomba funcionou, mas a bomba não explodiu - possivelmente por causa de a espoleta estar fria de mais ao ir transportada na bodega do avião.

### Atentados suicidas
Um novo atentado teve lugar poucos dias mais tarde, em 21 de março de 1943, quando Hitler visitava no arsenal de Berlim uma exposição do armamento soviético capturado. Um dos conspiradores relacionados com Tresckow, o coronel Rudolf-Christoph Freiherr von Gersdorff, que tinha que explicar aos visitantes algumas das peças, apresentou-se voluntário para levar para a frente um ataque suicida com bomba, utilizando a mesma bomba que não tinha explodido no avião — e que fora recuperada por Schlabrendorff - agora atada ao seu corpo. Novamente Hitler abandonou a visita muito antes do convido e Gersdorff teve que destruir a bomba para salvar a sua vida e para evitar qualquer suspeita. O segundo erro desmoralizou consideravelmente os conspiradores de Tresckow.
Em novembro de 1943, Axel von Bussche, membro de elite do IX Regimento de Infantaria apresentou-se voluntário para matar Hitler  com granadas de mão durante uma apresentação dos uniformes de inverno. Porém, o comboio que transportava os uniformes foi destruído pela aviação aliada em Berlim e o evento deveu ser posposto. Em fevereiro de 1944, outro oficial jovem, Ewald Heinrich von Kleist tentou assassinar Hitler do mesmo modo que Bussche tinha tentado. Porém, um novo cancelamento da agenda do Führer impediu Kleist de se aproximar ao seu objetivo. Em março foi Eberhard von Breitenbuch quem tentou um novo atentado, nesta ocasião com pistola, na residência de Hitler nos Alpes Bávaros. Porém, a guarda do Führer não lhe permitiu estar presente no lugar da reunião a que Hitler acudiria. E em 7 de julho, numa nova exibição de armamento no Schloss Klessheim, foi Hellmuth Stieff quem não fez detonar a bomba que portava.

### A oposição militar paralisada
No final de 1942, Alemanha sofreu uma série de derrotas militares: a primeira em El Alamein, a segunda com o bem sucedido desembarco das tropas aliadas no norte da África (Operação Tocha), e a terceira na derrota muito dolorosa para o regime na Batalha de Stalingrado, que terminou com qualquer esperança de avançar na guerra contra a União Soviética. A maior parte dos oficiais superiores com experiência chegaram à conclusão de que Hitler estava a levar a Alemanha para o desastre: a conquista do território alemão pelo Exército Vermelho - o pior dos destinos imagináveis. A resistência no exército, quando menos intelectual, reavivou-se.
Porém, Halder tinha sido demitido em 1942 e a independência do exército tinha sido banida em grande parte. Os seus sucessores, o Marechal de Campo Wilhelm Keitel e o General Alfred Jodl não eram mais do que simples mensageiros de Hitler. Por enquanto, Tresckow e Goerdeler tentaram recrutar novos aliados entre os comandos do exército: Gersdorff foi enviado à Ucrânia para se entrevistar com o Marechal de Campo Erich von Manstein, que comandava o Grupo de Exército Sur. Manstein concordava com a visão de que Hitler estava a levar a Alemanha face ao seu fim, mas respondeu a Gersdorff que
"os Marechais prussianos não se amotinavam".
A resposta de Gerd von Rundstedt, que comandava as tropas no oeste, foi similar. A ideia de um exército unido capaz de tomar o poder e apartar Hitler semelhava mais irrealizável do que nunca - ainda quando nenhum oficial revelou ter sido contatado por conspiradores.
Ao mesmo tempo, os dias em que os conspiradores militares e civis podiam esperar livrar-se da detenção terminaram. Depois da derrota em Stalingrado, Himmler viu a possibilidade real de que as conspirações se dessem no interior do exército e noutras instituições do Terceiro Reich. Chegou até a suspeitar de Canaris e dos seus subordinados na Abwehr. Em março de 1942, dois deles, Oster e Hans von Dohnanyi foram relevados dos seus cargos por suspeitas da sua atividade de oposição, ainda quando não existiam suficientes evidências para os arrestar. Na frente civil, Dietrich Bonhoeffer sim foi arrestado, e Goerdeler ficou sob suspeita. Também foi arrestado Wilhelm Schmidhuber, um contrabandista de moeda que tinha ajudado Dohnanyi com informação e na saída de judeus da Alemanha. Durante o interrogatório, Schmidhuber reveleou à Gestapo detalhes sobre o grupo comandado por Oster e por Dohnanyi no interior da Abwehr e também sobre as atividades subversivas de Goerdeler e Beck. A informação foi transmitida a Himmler com a observação de Canaris ter estado a proteger esse tipo de atividades. A resposta de Himmler foi "por favor, deixem Canaris só", o que pode significar que Canaris tinha demasiado poder como para acusá-lo nesses termos ou que Himmler desejava manter Canaris seguro por algum motivo oculto. Em qualquer caso, a capacidade operativa de Oster tinha sido já muito reduzida. Por outra banda, a Gestapo não conseguira informação sobre todos os grupos de resistência, especialmente sobre as redes organizadas entorno do Grupo de Exército Centro e do Bendlerblock, que continuaram a operar.
Por enquanto, o desastre de Stalingrado, que custou a vida de 400.000 soldados alemães, levou o horror e o medo à sociedade alemã que, sem embargo, continuou a crer na vitória final da Alemanha e a apoiar Hitler. Essa situação produziu uma grande frustração nos conspiradores, tanto no exército como no aparato de Estado, que se situavam entre a elite do Terceiro Reich e que por esse motivo tinham acesso a muita mais informação do que o conjunto de uma sociedade civil informada apenas através dos esquemas desenhados pelo Ministro da Propaganda Joseph Goebbels.

### Reativação da oposição
Um novo desastre bélico reativou a atividade opositora no seio do exército. A derrota da Operação Cidadela em Kursk alentou os desmoralizados opositores, nesta ocasião comandados por Friedrich Olbricht, que desenhou uma nova estratégia. O exército reservista tinha um plano operativo denominado Operação Valquíria que devia ser utilizado no caso de uma eventual crise de poder e ordem causada quer pelos ataques aéreos dos Aliados nas principais cidades quer por um levantamento dos milhões de operários escravos que eram levados à Alemanha para trabalhar no rearmamento. Olbricht propus que esse plano poderia ativar-se para mobilizar o exército reservista em favor de um golpe de Estado. No outono de 1943, Tresckow revisou o plano de Olbricht e redigiu algumas ordens adicionais para tomar o controlo das cidades alemãs, desarmar as SS e arrestar os líderes nazis depois do assassinato de Hitler. A Operação Valquíria apenas poderia ser levada para a frente por Friedrich Fromm, comandante do exército reservista, que devia ser ganhado para a resistência ou ainda neutralizado de algum modo se essa tentativa não resultasse bem sucedida. Evidentemente, Fromm, como outros oficiais superiores do exército, conhecia as conspirações no seio da instituição, mas jamais revelou nenhuma informação à Gestapo.
Por outra parte, em agosto de 1943, o próprio Tresckow tinha contatado pela primeira vez o Coronel Claus Schenk Graf von Stauffenberg, um nacionalista conservador e fervente católico que tinha sido ferido de gravidade no norte da África e que já na altura de 1942 tinha compreendido que os planos de Hitler estavam a levar a Alemanha para o desastre e que, por esse motivo, era necessário eliminar o Führer. Porém, os seus escrúpulos religiosos impediram-no de tentar qualquer atentado à vida. Só após a queda alemã em Stalingrado, Stauffenberg se convenceu da necessidade real e urgente de matar Hitler. Durante 1943 e o início de 1944 tinham-se produzido alguns atentados à bomba contra Hitler, mas as possibilidades de realizar mais uma tentativa tinham-se ido reduzindo precisamente por causa dos atentados falidos. Tanto a Gestapo como Himmler em pessoa começaram a ter suspeitas sobre a lealdade no interior do exército e em fevereiro de 1944 começaram os arrestos de oficiais superiores da Wehrmacht, entre os quais Moltke e Canaris. Ademais, o avanço da repressão no exército como entre os civis (Leber fora arrestado pela Gestapo durante uma tentativa de reunião entre as organizações clandestinas do SPD, ao que ele pertencia, e do KPD) estava a dar para a vista dos conspiradores que não haveria muitas outras oportunidades para efetuar um golpe como o necessário. Ademais, na altura eram já poucos os que acreditavam na possibilidade de um acordo de paz que deixasse a URSS à margem - o próprio Leber pensava que a "rendição incondicional" que exigiam os Aliados seria inevitável, e que a única pergunta possível era se ela se produziria antes ou depois de que a URSS ocupasse a Alemanha. Mas, por enquanto, a maior parte dos conspiradores no seio do exército começaram a ver-se como condenados cujas ações foram mais simbólicas que reais. As suas propostas começaram a realizar-se na linha de salvar a honra própria, a das suas famílias, a do exército e a da Alemanha, e não tanto com o objetivo de alterar de modo significativo o curso da história. Tresckow transmitiu a Stauffenberg através de um dos seus ajudantes, Heinrich Graf von Lehndorff-Steinort:
"o assassinato deve cometer-se, custe o que custar. Inclusive se ele não dá certo, devemos tentar uma tomada de poder em Berlim. As propostas práticas não importam mais; o que importa agora é que o movimento de resistência alemã deve dar o passo perante os olhos do mundo e da história. Comparado com isso, nada mais importa".

### O atentado de 20 de julho de 1944

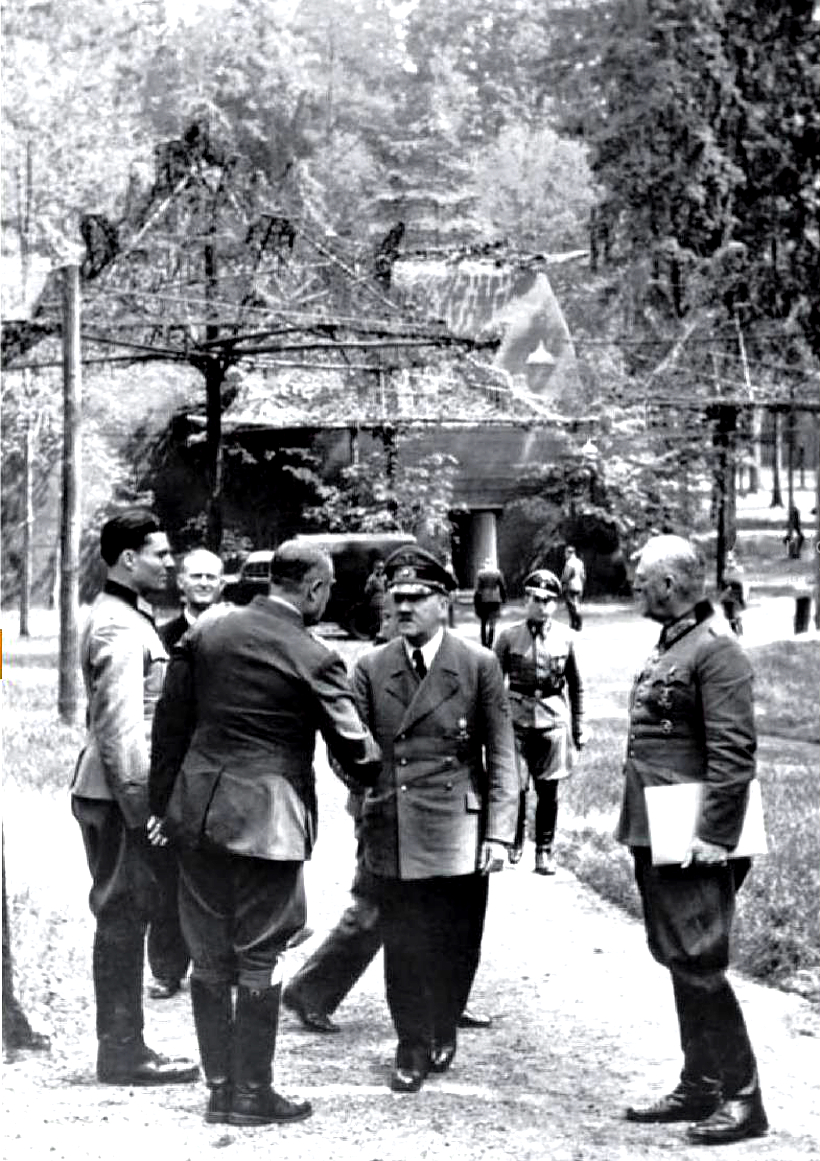
Stauffenberg (à esquerda) em Rastenburg em 15 de Julho de 1944. No centro Adolf Hitler. Stauffenberg já levava as bombas consigo

Em 1 de julho de 1944, Stauffenberg foi nomeado chefe do estado maior da Reserva do Exército em Berlim. Essa nova posição permitia-lhe acudir às reuniões militares com Hitler, tanto na Toca do Lobo (Wolfsschanze, Prússia Oriental) como em Berchtesgaden, e dava aos conspiradores uma oportunidade de ouro para levar para a frente um atentado a bomba ou a pistola. Ademais, aqueles conspiradores que tiveram algum tipo de escrúpulo perante a morte de Hitler, convenceram-se então da urgência do golpe, particularmente devido aos informes do assassinato em Auschwitz de mais de 400.000 judeus húngaros no que foi a culminação do Holocausto nazi. E não só: novos conspiradores foram somados, incluindo o General Carl-Heinrich von Stülpnagel, que comandava as tropas alemãs na França ocupada e que tomaria o controlo de Paris no momento em que Hitler fosse assassinado, tentando negociar imediatamente um armistício com as forças invasoras dos Aliados.
O golpe foi mais preparado do que nunca. No início de julho, Stauffenberg compareceu a duas reuniões militares com Hitler portando uma bomba numa pasta para documentos. Mas, como os conspiradores decidiram que também Himmler devia morrer se a mobilização da Operação Valquíria queria ter alguma possibilidade de sucesso, nas duas ocasiões Stauffenberg teve que sair sem detonar a bomba porque era pouco habitual que Himmler comparecesse àquelas reuniões. Em 15 de julho, o plano mudou. Stauffenberg devia colocar a pasta com a bomba na reunião de Hitler na Prússia Oriental, escusar-se para abandonar a reunião, sair do edifício e aguardar pela explosão. Depois, tomar um avião de regresso a Berlim e unir-se ao resto de conspiradores no Bendlerblock. Então, a Operação Valquíria seria iniciada, as cidades alemãs seriam tomadas pelo exército reservista e os líderes nazis seriam arrestados. Beck seria nomeado imediatamente chefe de Estado, Goerdeler seria nomeado Chanceler, e Witzleben comandante em chefe. Porém, o atentado de 15 de julho foi abortado no último momento por motivos que se desconhecem - todas as pessoas que participaram nas conversas telefónicas para parar o atentado morreram antes de terminar o ano.
Stauffenberg, deprimido e enojado, regressou a Berlim, e em 18 de julho foi informado de que a Gestapo suspeitava dele e que iria ser arrestado em qualquer momento. Às 10h00 de 20 de julho, Stauffenberg voou a Rastenburg para uma nova reunião com Hitler, novamente com a bomba na sua pasta. Às 12h10 a reunião começou e Stauffenberg, tendo ativado previamente o temporizador, colocou a pasta sob a mesa arredor da qual Hitler e mais de vinte oficiais se sentaram. Dez minutos depois, Stauffenberg escusou-se e abandonou a reunião. Às 12h40, a bomba explodiu afetando toda a sala de reuniões. Muitos dos oficiais morreram, mas não Hitler. Porém, Stauffenberg, vendo o edifício entre o lume e o fumo, assumiu que Hitler tinha morrido e abandonou a cidade em avião rumo a Berlim.
Às 15h00, hora que o avião chegou a Berlim, o General Erich Fellgiebel, que também estava implicado no golpe, notificou ao Bendlerblock que Hitler tinha sobrevivido. Os conspiradores puseram-se nervosos e julgaram que a Operação Valquíria não poderia ser lançada se os oficiais reservistas sabiam que Hitler continuava vivo. Ainda houve mais confusão quando, justo após aterrizar, Stauffenberg telefonou ao edifício informando da morte do Führer. Os conjurados não sabiam o que crer. Finalmente, às 16h00, Olbricht deu ordens de mobilizar as tropas para a Operação Valquíria. Mas um vacilante Fromm telefonou Keitel, quem assegurou que Hitler estava vivo e exigiu que se lhe informasse do lugar em que estava Stauffenberg. Às 16h40, Stauffenberg chegou ao Bendlerblock. Naquele momento Fromm já tinha mudado de bando e tentou arrestá-lo, mas Olbricht impediu-o apontando a pistola.
Por outra parte, Himmler rapidamente assumiu o controle da situação e deu ordens para paralisar a mobilização ordenada por Olbricht. Nalguns lugares, o golpe continuou, comandado por oficiais que acreditavam que Hitler tinha morto, inclusive o Ministério da Propaganda em Wilhelmstrasse, com Joseph Goebbels no interior, foi rodeado por tropas. Em Paris, Stülpnagel deu ordem de arrestar os comandantes das SS e da SD; em Viena, em Praga e noutras cidades principais, as tropas ocuparam as sedes do NSDAP e arrestaram seus os Gauleiters.
O momento chave chegou às 17h00, quando Hitler esteve suficientemente recuperado para realizar chamadas telefónicas. Por telefone, ele pessoalmente deu poderes a um oficial leal, o Major Otto Remer, para recuperar o controlo em Berlim. Às 20h00, Witzleben chegou ao Bendlerblock e discutiu fortemente com Stauffenberg, que insistia em que o golpe devia ir para a frente. Porém, as posições avançadas pelos conspiradores começavam a cair. Em Paris o golpe fracassou quando Kluge, que tinha sido nomeado recentemente comandante em chefe do Oeste, soube que Hitler estava vivo e, mudando de bando com entusiasmo fez arrestar Stülpnagel. Ao mesmo tempo, os membros menos comprometidos da conspiração começaram a aderir novamente a Hitler. Uma luta entre os oficiais que apoiavam o golpe e os que se opunham a ele teve lugar inclusive no Bendlerblock, e Stauffenberg resultou ferido. Às 23h00, Fromm tinha já recuperado o controlo da área e Beck, que compreendeu que o golpe estava liquidado, suicidou-se - foi o primeiro dos vários suicídios que tiveram lugar nos dias seguintes. O próprio Fromm organizou um tribunal marcial que consistia em si mesmo e que sentenciou Olbricht, Stauffenberg e outros oficiais à morte. Foram executados às 00h10 de 21 de julho no exterior do edifício. Às 00h30, as SS sob comando de Otto Skorzeny chegaram ao edifício e impediram novas execuções. Nesse momento, Fromm foi entrevistar-se com Goebbels para apresentar-se como descobridor do golpe de Estado, mas foi imediatamente arrestado. Esse foi o fim do complô de 20 de julho e, em geral, significou o fim de toda a resistência alemã.

## A resistência política
Em geral, a resistência de todos os partidos políticos ao avanço do NSDAP só se produziu nos primeiros momentos, já que em junho de 1933 todos os partidos estavam ilegalizados exceto o próprio NSDAP.

### O papel do SPD
A proibição e dissolução do Partido Social-Democrata da Alemanha (SPD) em 22 de junho de 1933 fez com que a oposição social-democrata se organizasse em grupos menores com diverso grau de coesão e de implicação na resistência ativa. Porém, a maior parte do trabalho de resistência do SPD centrou-se no exteiror da Alemanha. O núcleo duro do SPD (Sopade) sediou-se primeiro em Praga e depois em Paris, tratando por todos os meios de fazer o partido sobreviver e conseguir que mantivesse uma posição de liderança entre o movimento operário. Quando Paris foi conquistado pelas tropas alemãs, o Sopade deslocou-se para Londres, onde o SPD se tentou estabelecer com o fim de conseguir ajuda direta do Partido Trabalhista e da Oficina de Exteriores britânica. Naquela altura, uniram-se ao Sopade outras organizações como a Liga Militante Socialista Internacional (ISK), o Partido Socialista Operário da Alemanha (SAPD) e o grupo da resistência Neu Beginnen, constituindo a União de Organizações Socialistas alemãs na Grã-Bretanha.
Porém, os trabalhistas britânicos consideravam o SPD e o resto de organizações social-democratas alemãs mais como agentes que como iguais e, pela sua vez, a Oficina de Exteriores preferia não ter as mãos atadas para um eventual cenário pós-nazi na Alemanha. O intento do SPD de marcar uma política britânica a respeito da situação alemã foi um completo fracasso, como se verificou em meados de 1943. Ainda mais: sob pressão dos britânicos, que não distinguiam alemães nazis de alemães da resistência, e que não tinham qualquer consideração a respeito do movimento opositor ao nazismo, o próprio SPD esteve ao ponto de desaparecer. Naquele momento, o que salvou o SPD da sua dissolução foi um oferecimento do KPD de unir esforços. Mas a cúpula do próprio SPD rechaçou rapidamente a ajuda, o que possibilitou que o partido aparecesse como perfeitamente independente e enfatizasse o seu próprio papel como a maior força anticomunista da Europa ocidental.
Quanto ao interior da Alemanha, a participação em ações organizadas de resistência foi muito minoritária, ainda quando alguns militantes destacados do SPD, como Julius Leber, Adolf Reichwein e Wilhelm Lauschner participaram ativamente no Círculo de Kreisau e até estiveram implicados na planificação do atentado de 20 de julho de 1944.

### O papel do Partido Comunista e as Orquestras Vermelhas
O papel do KPD na resistência não foi muito maior do que o do SPD. O incêndio do Reichstag em 27 de fevereiro de 1933 resolveu-se com a acusação de Marinus van der Lubbe, um comunista conselhista, o que permitiu a Hitler, que foram empossado como Chanceler quatro semanas antes, influir no Reichspräsident Paul von Hindenburg para assinar um decreto de emergência contra o KPD que se estendeu quando o Parlamento alemão deu a Hitler poderes ditatoriais - numa sesão para a que todos os deputados comunistas tinham sido arrestados e encarcerados previamente. Alguns líderes comunistas conseguiram fugir ao estrangeiro, como Wilhelm Pieck e Walter Ulbricht, que se exiliaram na União Soviética. Mas o arresto da maior parte dos líderes do KPD danou profundamente a estrutura do Partido e a sua capacidade de ação opositora ao regime.
Por fim, a entrada a União Soviética na guerra em 1941 teve certas consequências para a resistência civil. Durante o período do Pacto Molotov-Ribbentrop, o único objetivo do Partido Comunista da Alemanha foi assegurar a sua sobrevivência, sem participar na resistência ativa. Todavia, depois de junho de 1941, todos os comunistas foram chamados a realizar trabalhos de resistência, incluindo sabotagem e espionagem onde fosse possível, sem considerar riscos. Um grupo importante de agentes soviéticos, a maior parte dos quais comunistas alemães exiliados, conseguiram entrar na Alemanha para ajudar as células clandestinas do KPD a reorganizar-se a agir. Isso levou à criação, em 1942, de dois grupos comunistas separados - ambos conhecidos erradamente sob o nome de Rote Kapelle, nome dado pela Gestapo.
A primeira Rote Kapelle foi uma rede de espionagem sediada em Berlim e coordenada por Leopold Trepper, um agente do GRU enviado a Alemanha em outubro de 1941. O grupo enviava informes à URSS sobre as concentrações e posições das tropas alemãs, sobre ataques aéreos na Alemanha, sobre a produção nazi de material bélico aéreo e sobre os seus carregamentos de combustível. Inclusive, chegou a intercetar transmissões telefónicas da Abwehr em Paris em colaboração com o clandestino Partido Comunista da França (PCF). Porém, em 1943, Trepper foi arrestado e o grupo ficou dissolvido.
A segunda Rote Kapelle foi um grupo inteiramente separado do controlo do NKVD soviético, constituindo um autêntico grupo de resistência alemã. O grupo estava dirigido por Harro Schulze-Boysen, um oficial de inteligência do Ministério da Aviação do Reich, e por Arvid Harnack, um oficial do Ministério das Finanças - ambos autoidentificados como comunistas, mas aparentemente não membros do KPD. O grupo, contudo, incluía membros de diversas filiações: o produtor de teatro Adam Kuckhoff, o autor Günther Weisenborn, o jornalista John Graudenz e o pianista Helmut Roloff. A principal atividade do grupo, em lugar da espionagem, era a recolhida de informação sobre as atrocidades do regime nazi e a sua publicação em forma de panfletos, assim como o envio às potências estrangeiras, nomeadamente os Estados Unidos e, por vias menos diretas, a União Soviética. Quando os agentes soviéticos quiseram introduzir o grupo no seu serviço, Schulze-Boysen e Harnack negaram-se com o fim de manter a sua independência política. O grupo foi finalmente desarticulado pela Gestapo em 1942, após uma informação de Johann Wenzel, um membro do grupo de Treppel que conhecia a existência da rede de Schulze-Boysen e Harnack e que deu a informação após ter sido arrestado. O resultado foi o arresto e a execução secreta dos líderes da Rote Kapelle.
Por enquanto, existia mais um grupo da Resistência a operar em Berlim, dirigido pelo eletricista judeu Herbert Baum, e formado por arredor de cem pessoas. Até 1941, o grupo mantivera-se como um círculo de estudos, mas com o ataque alemão contra a URSS, o núcleo duro daquele grupo passou à resistência ativa. Em maio de 1942, o grupo encenou um incêndio numa exibição de propaganda antissoviética no Lustgarten de Berlim. Porém, o ataque estava mal organizado e a maior parte do grupo de Baum foi arrestado. Deles, vinte foram sentenciados à morte, enquanto o próprio Baum foi "morto em custódia". O fracasso daquela missão terminou com as atividades da resistência comunista, embora o KPD continuasse a operar e emergisse novamente nos últimos anos da guerra.

### O Partido do Centro da Alemanha
O Partido do Centro da Alemanha (Zentrum), vinculado com a Igreja Católica e que fora um dos principais partidos durante a República de Weimar, tinha-se dissolvido em 1933 como resultado do Concordato entre a Alemanha e a Santa Sé. Ao mesmo tempo, aquele acordo fez com que as organizações católicas fossem muito menos reprimidas do que as redes clandestinas do SPD e do KPD e, em 1944, possibilitou que os líderes do Zentrum, Jakob Kaiser e Max Habermann, julgaram que era o momento de agir, organizando redes de resistência no interior da burocracia governamental por toda a Alemanha, preparadas para se rebelarem e tomarem o controlo dos seus edifícios quando a notícia da morte de Hitler fosse dada pelos militares.

## A resistência por motivos religiosos

### O papel da Igreja Católica
As operações bélicas lançadas pelo Terceiro Reich e o avanço espetacular das tropas alemãs ocupando Polónia em 1939, Dinamarca e Noruega em 1940 e atacando França em 1940, borraram virtualmente qualquer oposição popular. Ao tempo, a oposição no interior do exército ficou isolada e desacreditada, especialmente na medida em que o exército avançava pela Europa sem que as potências ocidentais reagissem.
Nesse cenário, com um apoio popular crescendo continuadamente, um acontecimento inesperado provocou uma potente e exitosa recuperação da resistência: o programa de eutanasia - na prática, uma campanha de assassínio em massa - dirigido contra as pessoas com enfermidades ou discapacidades mentais e físicas severas. A campanha, sob o nome de Aktion T4, que se desenvolveu entre 1939 e 1941, matou 70.000 pessoas, a maior parte delas nas câmaras de gás, e incinerou os seus corpos.
A medida produziu uma forte oposição em toda a sociedade alemã, nomeadamente entre os católicos. A oposição ainda cresceu em 1941 com o início da guerra contra a União Soviética, que não foi tão rápida como as ocupações anteriores e que produziu pela primeira vez um elevado número de baixas entre as tropas alemãs, que encheram os hospitais e os asilos.
O desconteto católico aumentou ainda devido às ações do Gauleiter (líder regional do NSDAP) da Alta Baviera, Adolf Wagner, um militante nazi anticatólico. Os seus ataques ao catolicismo provocou as primeiras manifestações públicas contra a política do governo desde que os nazis tinham chegado ao poder. Quando Hitler teve conhecimento das manifestações, ordenou Wagner retirar a sua política, mas na altura os católicos alemães já tinham comprovado que era possível opor-se com sucesso ao regime, e os protestos reproduziram-se noutras áreas.
Em julho, o bispo de Münster, Clemens August Graf von Galen denunciou publicamente o programa de eutanasia num sermão público que dirigiu a Hitler, solicitando-lhe que defendesse o povo alemão da Gestapo. Outro bispo, Franz Bornewasser, enviou também protestos a Hitler. Em 3 de agosto, Galen enviou novos protestos pela persecução das ordens religiosas e pelo encerramento de instituições religiosas. Os nazis locais pediram o arresto de Galen, mas o Ministro da Propaganda Joseph Goebbels evitou-o ao avisar Hitler de que o arresto poderia produzir revoltas abertas na Vestfália. Embora os seus sentimentos anticatólicos, Hitler era consciente de que não podia começar um conflito interno contra os católicos ao tempo que o Terceiro Reich estava embarcado numa difícil guerra de duas frentes - especialmente após ter anexado a Áustria e os Sudetos, onde a metade da população era católica. Em 24 de agosto, Hitler ordenou a cancelação do programa Aktion T4 e inclusive ordenou os Gauleiters paralisarem quaisquer provocações aos católicos durante a guerra.
Sem embargo, a deportação de padres polacos e neerlandeses pelas forças de ocupação nazis - depois das ações de resistência na Polónia e depois da conferência de bispos neerlandeses condenando a persecução antissemítica e as deportações de judeus - aterrou o clero alemão na própria Alemanha. O próprio clero alemão começou a sofrer a mesma sorte devido à sua resistência contra o governo nazi em aspectos sociais e raciais - entre eles o padre Bernhard Lichtenberg. O programa denominado Aktion Klostersturm lançada em 1941 por Heinrich Himmler e que consistia em ataques a mosteiros aumentou o medo e as críticas dos católicos.

### A Igreja Confesante
O papel da Igreja Confessante (Belkenende Kirche) foi comparativamente menor do que o papel jogado pelos católicos. Isso foi devido a que, à partida, era um grupo muito minoritário cuja própria fundação respondia a uma cisão no protestantismo quando, em 1933, a corrente maioritária foi obrigada pela política nazi de homogeneização a reformular-se como Igreja Nacional do Reich e apoiar o nazismo. A Igreja Confessante, pois, foi criada como grupo clandestino. Embora essa clandestinidade, deu origem a diversas declarações públicas, como a Declaração Teológica de Barmen, escrita principalmente por Karl Barth e ratificada pelo Sínodo de Barmen, indicando que a Igreja Protestante não era um órgão do Estado com o propósito de reforçar o nazismo, mas um grupo apenas organizado arredor do evangelho e de Jesus Cristo. O pastor luterano Martin Niemöller, que se tinha tornado líder da Igreja Confessante, foi preso, julgado e enviado a um campo de concentração do mesmo modo que outros pastores da nova congregação. E, ao tempo, a organização teve os seus bens confiscados, o que acarretou o fim de todas as suas atividades.

## A resistência particular
Ademais da resistência oferecida intermitentemente pela oposição política, por comandos do exército e funcionários do Estado e por algumas instituições religiosas, existiu na Alemanha uma resistência que agiu de maneira pontual e à margem dessas organizações, em ocasiões implicando uma única pessoa - como no caso de Georg Elser - e, noutras, implicando grupos reduzidos de civis sem adscrição política direta.

### Georg Elser

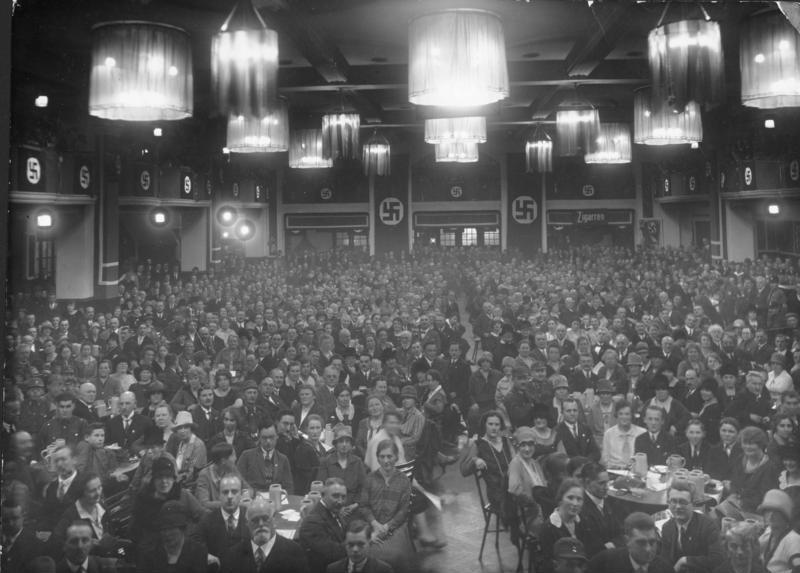
Congresso do NSDAP na Burgerbraukeller, 1923

Com os partidos políticos - SPD, KPD e anarcossindicalistas - limitados a sobreviver e ainda quando a oposição interna no exército parecia a única capaz de organizar uma ação decisiva contra o Terceiro Reich, a primeira ação verdadeiramente próxima para terminar com Hitler teve lugar em 1939 e foi protagonizada por um único homem. Georg Elser, um carpinteiro de Württemberg, desenvolveu um plano para atentar contra Hitler que consistia em colocar uma bomba com temporizador na cervejaria Burgerbraukeller, onde Hitler presidiria uma reunião do NSDAP em lembrança do Putsch de Munique de 1923. Carretando explosivos desde o seu lugar de trabalho, Elser conseguiu colocar uma bomba debaixo do palco onde Hitler pronunciaria um discurso, e depois fugir à Suíça.
Na noite de 7 de novembro, Hitler deu um discurso inusualmente curto devido a assuntos relacionados com a guerra e abandonou o lugar 13 minutos antes da deflagração que matou 8 pessoas. Elser foi arrestado na fronteira e levado a diversos campos de concentração, morrendo em Dachau duas semanas antes da liberação do campo em 1945. O seu atentado destaou uma caça às bruxas contra possíveis conspiradores e intimidou qualquer tentativa posteiror da oposição.

### Ajuda aos judeus

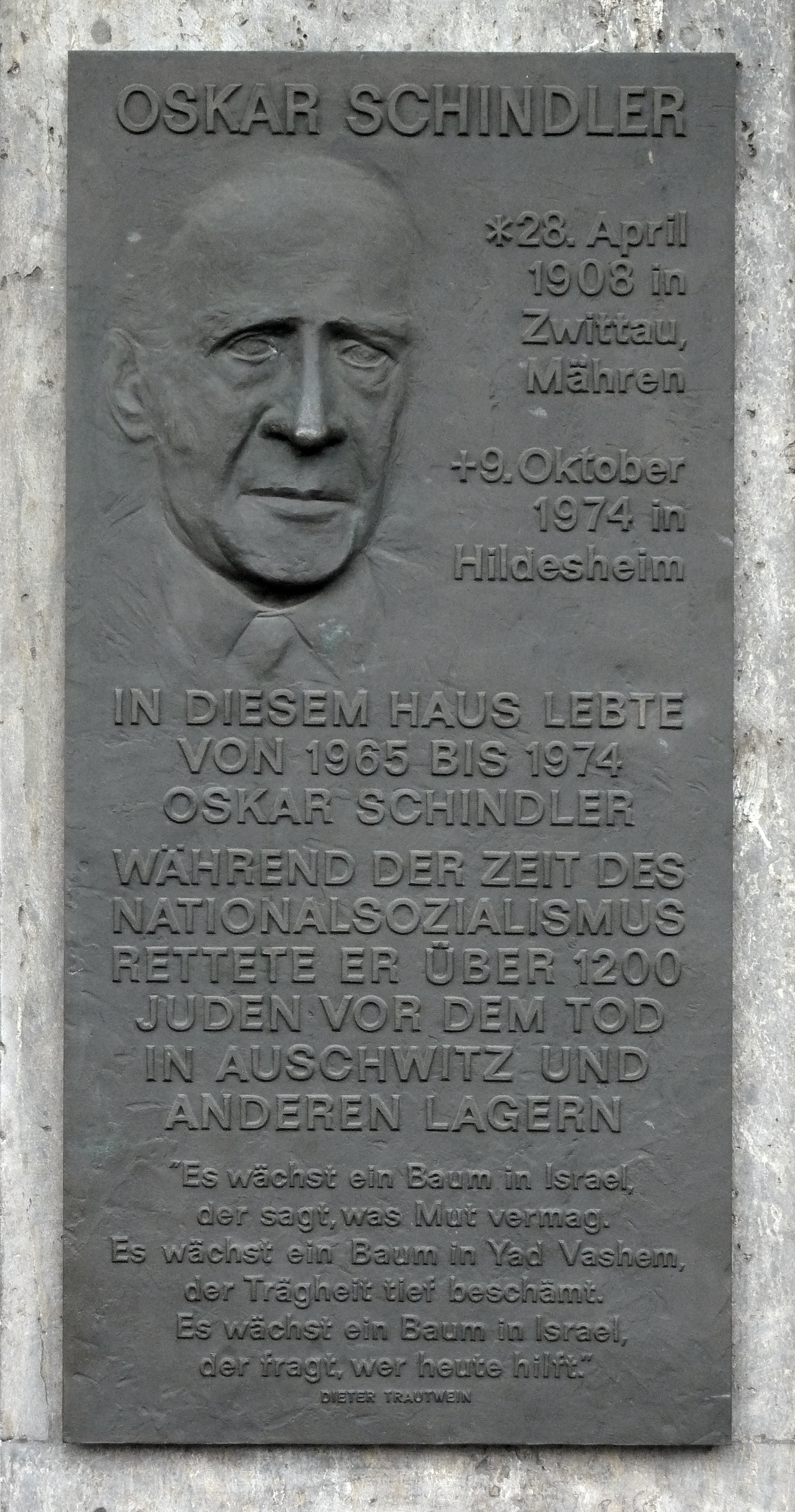
Placa em memória a Oskar Schindler, na casa em que este viveu, na cidade de Frankfurt.

Outra forma importante entre a resistência não organizada foi a colaboração com o coletivo judeu. Em meados de 1942, a deportação de judeus alemães e austríacos a campos de extermínio estava já bem canalizada. Alguns autores alemães argumentaram que uma maioria de alemães eram indiferentes ao destino dos judeus e que uma proporção substancial apoiava ativamente o programa nazi de extermínio. Contudo, existia também uma minoria que tentou ajudar judeus inclusive com grave risco para si e para as suas famílias. Esse tipo de atividades resultaram mais fáceis em Berlim, onde os judeus foram sendo concentrados progressivamente pelo regime, e ainda mais fáceis para pessoas bem relacionadas e com boa posição económica - nomeadamente mulheres.
Aristocratas como Maria von Maltzan e Marie Therese von Hammerstein obtiveram papéis para judeus e ajudaram-nos a fugir da Alemanha. Elisabeth von Thadden, diretora de uma escola feminina privada e membro fundamental do círculo opositor de Solf, desobedeceu ordens oficiais e continuou a incluir jovens judias na seua escola até maio de 1941, quando a escola foi nacionalizada e ela demitida. Heinrich Grüber, pastor protestante, organizou um sistema de contrabando para exiliar judeus.
O empresário Oskar Schindler e sua esposa Emilie, conseguiram salvar 1.200 judeus que trabalhavam em suas fábricas. Sua história foi contada em 1993, no filme A Lista de Schindler de Steven Spielberg.
A respeito do tema judeu, houve apenas uma única manifestação pública de oposição à política nazi de perseguição: o Protesto de Rosenstraße em fevereiro de 1943, derivado da deportação de 1.800 judeus casados com mulheres não judias. Antes de esses homens serem deportados, as suas mulheres e outros familiares concentraram-se diante do edifício da Rossenstrasse em que tinham sido concentrados os seus maridos. Estima-se que mais de 6.000 mulheres se reuniram em turnos diante do edifício durante mais de uma semana. Himmler, preocupado pelo efeito na moral civil, permitiu que os homens arrestados fossem liberados. O feito é salientável tanto pelo seu efeito como pela sua singularidade, e coloca a questão do que teria acontecido no caso de mais alemães se tiverem oposto às deportações.

### A Rosa Branca

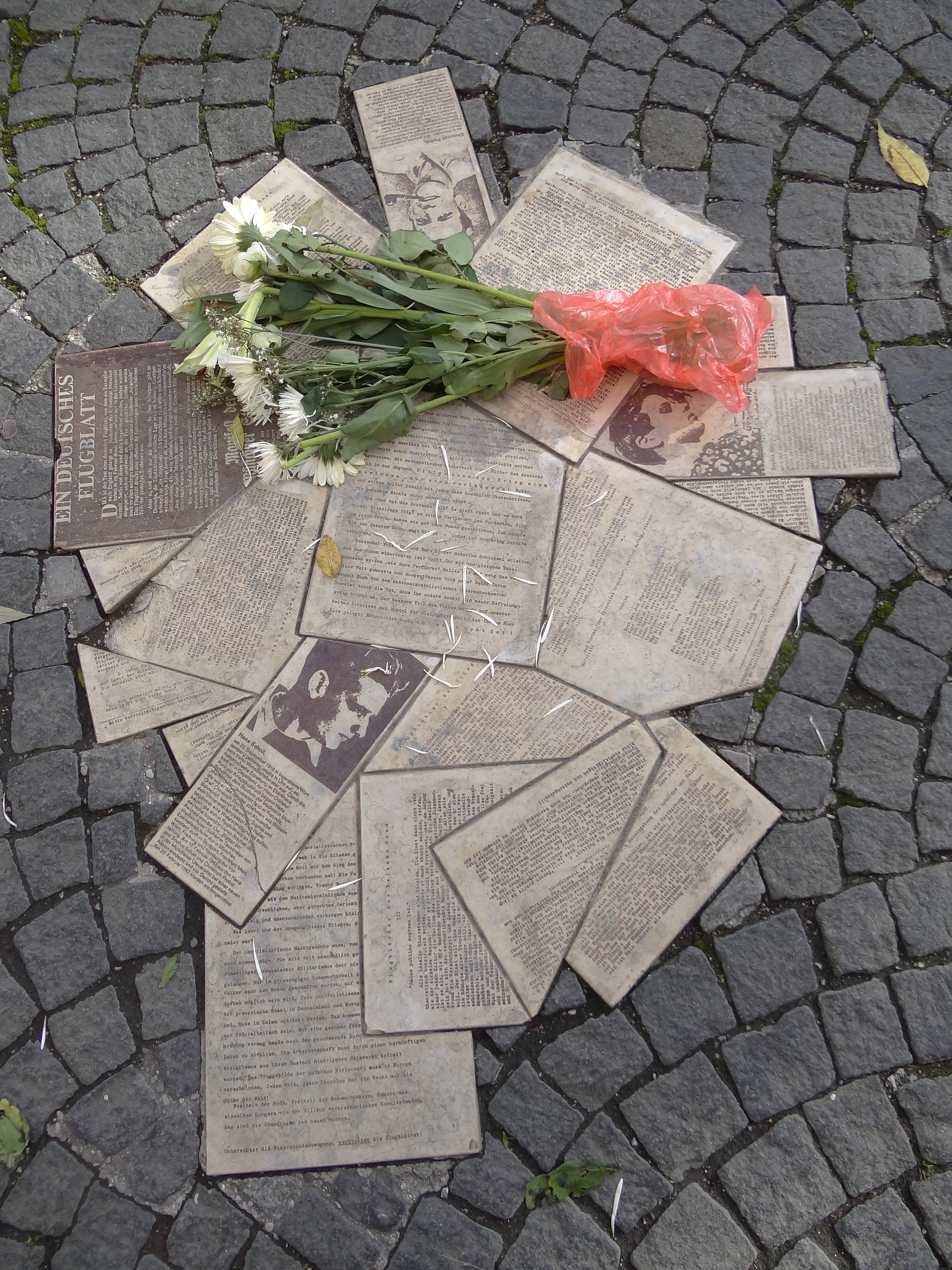
Memorial da Rosa Branca em frente ao edifício principal da Universidade Ludwig Maximilian, em Munique.

Entre 1942 e 1943, com os principais centros de resistência paralisados, a única manifestação visível de oposição ao regime foi a aparição de fortes sentimentos contrários à guerra entre um grupo reduzido de estudantes universitários, organizados arredor de um grupo denominado "a Rosa Branca" (die Weiße Rose) e sediado em Munique mas com ligações em Hamburgo, Estugarda, Berlim e Viena. A partir de 27 de junho de 1942 começaram a aparecer já nas caixas de correio das grandes cidades do sul da Alemanha uma série de panfletos contra o regime nazi. Em janeiro de 1943, a Rosa Branca lançou uma campanha de novos panfletos e grafites de "Abaixo Hitler" nas imediações da Universidade Ludwig Maximilian de Munique. Inevitavelmente, foram rapidamente detectados e arrestados. Os três líderes principais, Sophie Scholl, Hans Scholl e Christoph Probst, foram executados em fevereiro após julgamentos sumários, como também outros estudantes e inclusive o professor de música e filosofia Kurt Huber, acusado de inspirar as suas ideias e ações.
Durante o segundo semestre de 1943, a Gestapo descobriu em Hamburgo um novo grupo que operava do mesmo modo que a Rosa Branca e que inclusive divulgava os panfletos do movimento extinguido de Munique. Dos arredor de cinquenta participantes, oito universitários foram condenados à morte: Hans Konrad Leipelt, Käte Leipelt, Greta Rothe, Reinhold Meyer, Frederick Gaussenheimer, Elisabeth Lange, Curt Ledien e Margarete Mrosek.
Tal surto foi surpreendente e preocupante para o regime nazista, porque as universidades tinham sido redutos do sentimento nazista antes mesmo de Hitler chegar ao poder. Da mesma forma, dava forças aos grupos de resistência espalhados e desmoralizados, ainda quando a Rosa Branca não fosse mais do que um movimento limitado que não teve imitadores e que, por isso, não expressava qualquer descontentamento civil generalizado. Ainda quando o SPD e o KPD puderam observar um crescimento da insatisfação, nomeadamente entre o setor industrial forçado por causa das necessidades da guerra, nada havia que se parecesse com uma hostilidade geral ao regime. Ainda mais, o medo do avanço do Exército Vermelho ainda eclipsou qualquer ressentimento e reforçou o apoio popular a Hitler.

### Resistência juvenil
Existiu também uma resistência juvenil embora o forte chamado do nazismo à juventude alemã, particularmente à juventude da classe média. As universidades alemães transformaram-se em lugares de forte apoio a Hitler, mesmo antes de ele chegar ao poder. A Juventude Hitleriana tentou mobilizar todos os jovens alemães e, além da obstinada resistência de algumas áreas rurais católicas, conseguiu em geral o seu propósito. Porém, desde 1938, começou a aparecer uma alienação persistente nalgumas seções das Juventudes. Essa alienação não se tornou oposição política aberta. O caso da Rosa Branca foi uma exceção. Muito mais comum foi o abandono como forma passiva de recusar-se a fazer parte da cultura juvenil oficial. Ainda quando nenhum dos grupos juvenis não oficiais representaram qualquer perigo sério para o regime, e embora nenhum deles forneceu ajuda ou facilidades a outros grupos de adultos em ações conspirativas, a sua existência demonstrava que havia novas correntes de oposição noutros níveis da sociedade alemã.

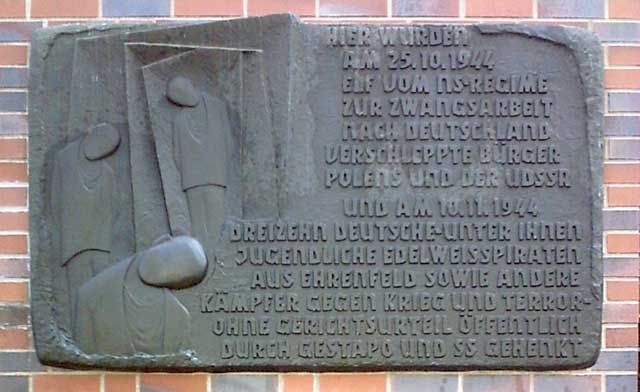
Placa comemorativa do grupo "Edelweisspiraten", seis de cujos membros foram enforcados em Colónia em 1944

Exemplos destes grupos não oficiais foram os Piratas de Edelweiss (Edelweisspiraten), uma rede informal de grupos de jovens pertencentes à classe trabalhadora em várias cidades, que realizava reuniões não autorizadas e enfrentava a Juventude Hitleriana. Similar aos Edelweisspiraten, existiu em Leipzig um grupo denominado Meuten, mais politizado e relacionado com a clandestinidade do KPD, que chegou a ter mais de mil membros no fim de 1930.
E também destacou-se a Swingjugend (Juventude do swing), um grupo formado por jovens de classe média que se reunia em locais secretos de Berlim e outras grandes cidades para escutar swing, jazz e outras músicas consideradas "degeneradas" pelas autoridades nazis. O grupo, que começou caracterizando-se pela sua forma distintiva de vestir, chegou a ser tão popular que provocou uma vaga de repressão em 1941, quando Himmler ordenou o arresto de membros da Swingjugend, entre os quais alguns foram enviados a campos de concentração. O filme de 1993, Swing Kids, (pt: Os Últimos Rebeldes) retrata a história deste grupo.
Em outubro de 1944, com os exércitos americano e britânico aproximando-se à fronteira ocidental do Terceiro Reich, houve uma forte repressão das desordens na bombardeada cidade de Colónia, que tinha sido evacuada em grande parte. Os Edelweisspiraten organizaram-se com bandas de desertores, prisioneiros fugidos e trabalhadores estrangeiros, bem como com as redes clandestinas do KPD que operavam na zona, para participar em saques, em sabotagens e na morte de oficiais do NSDAP e da Gestapo. Até, roubaram explosivos com a intenção de destruirr os quartéis generais da Gestapo. Himmler, temendo que a resistência pudesse ampliar-se a outras cidades ao passo que os exércitos aliados avançassem sobre a Alemanha, ordenou uma repressão selvagem e, durante dias, os tiroteios assolaram as ruas destruídas da cidade. Mais de 200 pessoas foram arrestadas e dúzias foram enforcadas em público. Entre elas havia seis adolescentes dos Edelweisspiraten, incluído Bartholomäus Schink.

### Outras resistências individuais

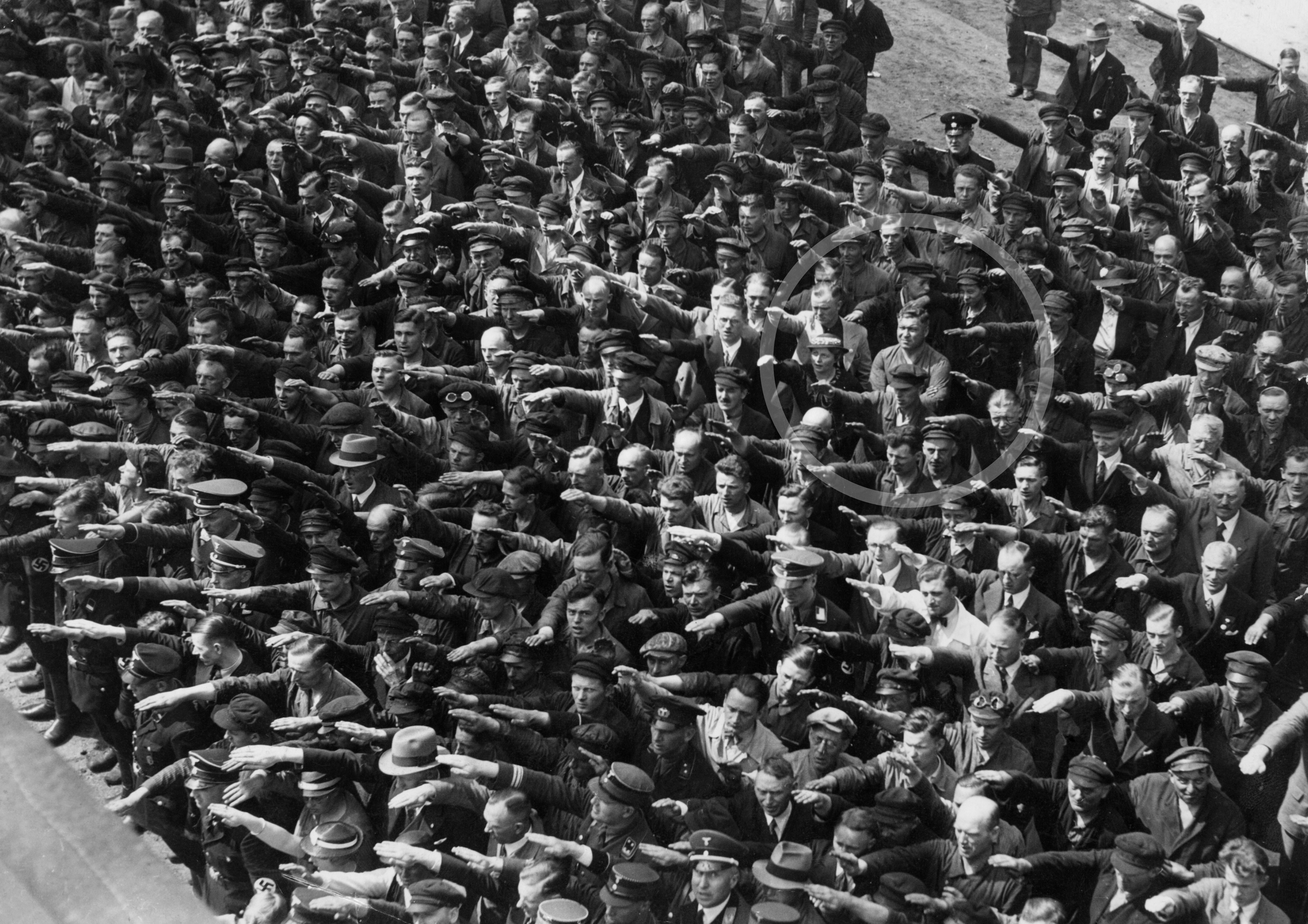
No destaque, August Landmesser recusando-se a fazer a saudação nazista (Hamburgo, 13 de Junho de 1936).

Não pode discutir-se a existência de um grande número de alemães que apoiaram o regime até ao final da guerra. Mas, sob a superfície da sociedade civil existiam também correntes de resistência, embora nem sempre politicamente conscientes. Os principais motivos de insatisfação entre a população tinham a ver com a economia e a corrupção dos oficiais nazis, ainda quando o regime era frequentemente creditado por ter atingido o "pleno emprego". No fundo, esse pleno emprego devia-se na maior parte à conscrição de tropas e ao rearmamento, enquanto a economia civil permaneceu geralmente enfraquecida durante aquela época. Embora os preços eram fixados por lei, os salários mantiveram-se baixos e existia uma escassez aguda de alguns produtos, nomeadamente desde o início da Segunda Guerra Mundial. A isso houve que adicionar os casos de miséria certa derivados dos ataques aéreos dos Aliados às cidades alemãs. E, nesse contexto, as banalidades e o alto nível de vida dos oficiais alemães como Hermann Göring ainda encorajaram o descontentamento. O resultado foi uma "profunda desafeição entra a população de todo o país, derivada da queda da economia, das intrusões do governo na vida privada, a ruptura com tradições e costumes aceitados e os controlo geral pela parte da polícia e do Estado".
A oposição baseada nesta desafeição generalizada desenvolveu-se com formas "passivas": absentismo, simulação de doenças, espalhamento de rumores, comércio no mercado negro, entesouramento. Inclusive se tentaram evitar várias formas de serviço ao Estado, tais como doações à causa nazi. Outras vezes, sem embargo, tomou formas mais ativas: davam-se avisos a pessoas para não serem arrestadas, oferecia-se-lhes esconderijos ou ajuda para fugirem, ou também se evitava dar informação sobre qualquer atividade de resistência de que se pudesse ter conhecimento. A classe operária também realizou greves de curta duração e com pouca importância - em ocasiões dirigidas desde a sombra pelo SPD e o KPD - que eram toleradas pelo regime, nomeadamente antes do início da guerra, por considerá-las greves económicas e não políticas.

## O papel ambíguo de Heinrich Himmler
Retrospetivamente, surpreende que naqueles meses, com os grupos de resistência no exército e no aparato de Estado plenamente ativos e com dúzias de pessoas implicadas - incluídos oficiais superiores - a Gestapo não tivesse aparentemente conhecimento dos seus planos. Com efeito, desde fevereiro de 1943, a Gestapo tinha penetrado o grupo de resistência da Abwehr sob direção de Canaris e do círculo Goedeler-Beck. Se todas essas pessoas foram arrestadas e interrogadas, a Gestapo teria descoberto a existência de um grupo de conspiradores no interior do exército e também do plano para atentar contra Hitler em 20 de julho de 1944, que nunca se teria levado para a frente. Isso avança a possibilidade de que Himmler tivesse sido informado sobre a conspiração e sobre o plano e que, por razões desconhecidas, tivesse permitido que fosse adiante.
De facto, o próprio Himmler teve, no mínimo, uma conversa com um conhecido opositor em agosto de 1943. Foi o próprio Ministro das Finanças, o prussiano Johannes Popitz, quem o contatou e lhe ofereceu aderir e apoiar a oposição para eliminar Hitler e assegurar um fim negociado à guerra Nada se sabe daquela reunião, mas Popitz não foi arrestado e Himmler aparentemente não fez nada para evitar as atividades da resistência que operava na burocracia do Estado. É possível que Himmler, que no fim de 1943 sabia que a guerra só podia finalizar com a derrota da Alemanha, permitisse que o atentado de 20 de julho se produzisse com o fim de ser colocado com o sucessor de Hitler - desde cuja posição poderia realizar um acordo de paz. Por outra parte, Popitz não era o único a ver Himmler como um possível aliado. O Marechal de campo Bock tinha também pedido ao seu sobrinho Tresckow que contatasse Himmler, mas não há evidências de que tal contato se tenha produzido. Também Goerdeler pareceu manter um contato com Himmler através do conhecido mútuo Carl Langbehn. E inclusive se tem sugerido que Canaris e Himmler tivessem trabalhado conjuntamente para produzir uma mudança política.
Ainda mais: parece que Himmler sabia mais sobre o nível real de oposição ao regime nazi do que a própria oposição. Para os conspiradores parecia que o povo alemão continuava a pôr toda a sua esperança em Hitler, com independência dos problemas económicos e militares que surgissem. Mas Himmler recebia regularmente informes da Sicherheitsdienst (SD), o serviço de inteligência das SS, sobre o estado real da moral alemã. Os informes, que eram enviados por um amplo espectro de contatos por toda a Alemanha, eram depois organizados pelo Gruppenführer das SS Otto Ohlendorf e enviados a Himmler. Por esse motivo, podiam mostrar um acusado declínio da moral civil e do apoio ao regime nazi que teria começado depois da derrota em Stalingrado e se teria intensificado durante 1943 com novas derrotas bélicas, com o deterioro da situação económica e com a intensificação dos bombardeamentos aliados sobre as cidades alemãs. No fim de 1943, Himmler era consciente de que a maioria do povo alemão já não acreditava na possibilidade de a Alemanha ganhar a guerra, e que alguns, talvez uma maioria, tinham perdido a fé em Hitler. Só o medo à Gestapo assegurava que aquele descontentamento não se traduzisse numa oposição política ao regime - ainda quando, como já tinha demonstrado o Protesto de Rosenstraße, era possível para os mais firmes opositores ao nazismo realizar protestos públicos bem sucedidos.

## O fim da resistência alemã

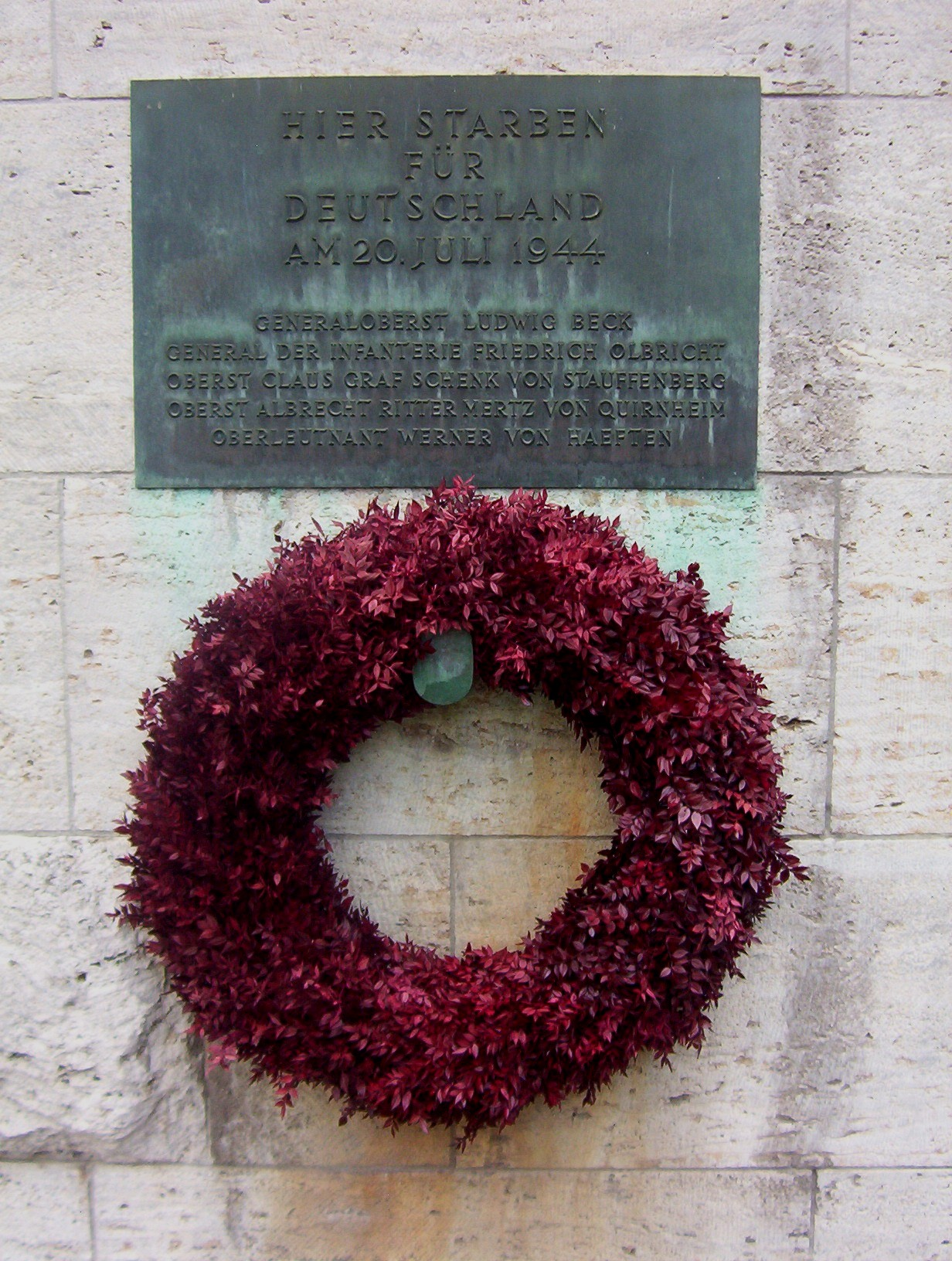
Placa memorial dos membros da resistência alemã, Berlin. Estão incluídos, entre outros, os nomes de Werner von Haeften e Claus Stauffenberg.

O complô de 20 de julho de 1944 foi o último intento da resistência organizada alemã para terminar com a vida do Führer. Nas semanas seguintes, a Gestapo, dirigida diretamente por um Hitler furioso, investigou qualquer pessoa que pudesse ter tido qualquer remota ligação com o complô. Foram descobertas cartas e diários nas casas dos oficiais conspiradores que revelaram as tentativas golpistas de 1938, 1939 e 1943, o que encorajou novas detenções. Sob a nova lei de Sippenhaft (culpabilidade de sangue) ideada por Himmler, os familiares dos principais conspiradores foram também arrestados. E uma parte importante doutros conjurados suicidaram-se, como Tresckow, Stülpnagel e Kluge. Alguns conjurados tentaram fugir ou negar a sua culpabilidade após a detenção: Gisevius, por exemplo, fugiu à Suíça com sucesso. Mas não foi assim na maior parte dos casos, e quase todos os opositores permaneceram na Alemanha por uma questão de honra. Hassell, que estava na sua casa em Baviera, regressou ao seu despacho em Berlim e aguardou a ser arrestado.

Os detidos que sobreviveram aos interrogatórios foram depois submetidos a julgamentos sumários conduzidos pelo juiz Roland Freisler. Entre 5.000 e 7.000 pessoas foram arrestadas e arredor de 200 foram executadas. Não todas estavam relacionadas com o complô de 20 de julho, mas a Gestapo utilizou os julgamentos para eliminar outras pessoas suspeitas de sentirem simpatia pelos opositores ou pela oposição. Depois de fevereiro de 1945, quando Freisler foi morto num ataque aéreo, não houve mais julgamentos formais. Mas no fim de abril, semanas antes do fim da guerra, foi localizado o diário de Canaris e muitas mais pessoas se viram implicadas. As execuções continuaram até os últimos dias da guerra.